# Abraeinae
Sous-famille
Les Abraeinae sont une sous-famille de coléoptères de la famille des Histeridae.

## Systématique
La sous-famille des Abraeinae a été créée en 1819 par l'entomologiste britannique William Sharp Macleay (1792-1865).

## Présentation

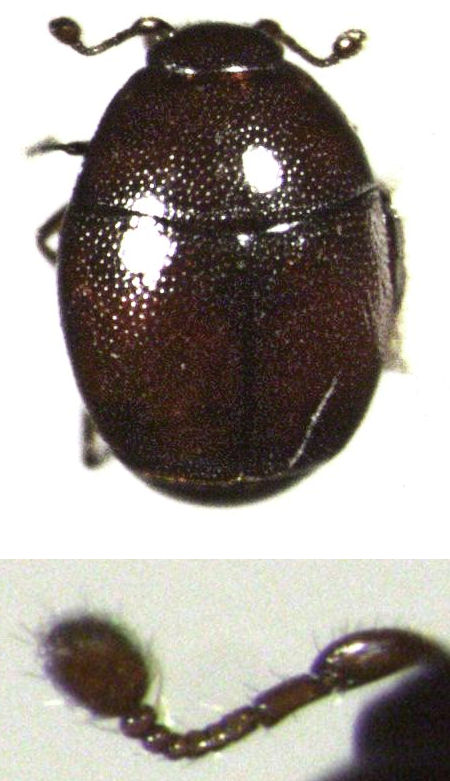
Acritus nigricornis.

Il existerait au moins 440 espèces décrites dans la sous-famille des Abraeinae,.
La plupart de ces coléoptères sont minuscules, avec des adultes mesurant moins de 2 mm de long. Ils présentent des formes diverses avec une petite espèce ovale qui les sépare de tous les autres histéridés, sauf pour les Bacaniini[pas clair]. Les Abraeinae n'ont pas de pièce basale séparée de l'édéage.

## Liste des tribus et genres
Selon BioLib (11 juin 2022) :
- tribu Abraeini MacLeay, 1819
  - genre Abraeus Leach, 1817
  - genre Chaetabraeus Portevin, 1929
  - genre Spelaeabraeus Moro, 1957
- tribu Acritini Wenzel, 1944
  - genre Abaeletes Cooman, 1940
  - genre Acritus Leconte, 1853
  - genre Aeletes Horn, 1873
  - genre Halacritus Schmidt, 1893
  - genre Iberacritus Yelamos, 1994
  - genre Vanuaeletes Gomy & Tishechkin, 2020
- tribu Acritomorphini Wenzel, 1944
  - genre Acritomorphus Wenzel, 1944
- tribu Plegaderini Portevin, 1929
  - genre Eubrachium Wollaston, 1862
  - genre Plegaderus Erichson, 1834
- tribu Teretriini Bickhardt, 1916
  - genre Pleuroleptus G. Muller, 1937
  - genre Teretriosoma Horn, 1873
  - genre Teretrius Erichson, 1834